# Bataille de Zéla
Guerre civile de César
Batailles
- Marseille (navale)
- Ilerda
- Bagradas
- Marseille (siège)
- Dyrrachium
- Pharsale
- Alexandrie
- Ruspina
- Thapsus
- Munda

La bataille de Zéla, qui se déroule en -47 en Asie Mineure, met face à face Jules César et le roi du Pont, Pharnace II. Zéla est l'un des anciens noms de l'actuelle ville turque de Zile, se trouvant au nord-est de l'Anatolie.

## Circonstances de la bataille
Pompée a été vaincu par César à la bataille de Pharsale en Thessalie. Cette défaite a diminué le prestige de l'ancien conquérant aux yeux des peuples de l'Orient romain. Pharnace II, roi du Bosphore (la Crimée), veut récupérer les territoires pris à son père Mithridate VI en 64 av. J.-C.
Pharnace envahit d'abord la Colchide, progressant dans le Pont et en Cappadoce. Une première armée romaine commandée par Cnaeus Domitius Calvinus, associée à des renforts galates et du royaume d'Ariobarzane, est battue à Nicopolis. Pharnace prend ensuite Amisos, exterminant la population.
César est alors à Alexandrie, d'abord à la poursuite de Pompée, ensuite pour soumettre l'Égypte. Il se retourne rapidement et la rencontre a lieu à Zéla.

## Bataille
Selon Dion Cassius, « Il y eut un peu de confusion provoquée par la cavalerie ennemie et les porteurs de faux, mais il remporta la victoire grâce à ses troupes lourdement armées. »
L'utilisation de chars à faux y est attestée.

## Citation
À cette occasion, pour souligner la brièveté de la campagne, César écrit ces mots à son ami Matius : Veni, vidi, vici (ce qui peut se traduire en français par : « je suis venu, j'ai vu, j'ai vaincu »).

## Sources
- Aulus Hirtius, Bellum Alexandrinum.
- Dion Cassius, Histoire Romaine, XLII, 45-48.
- Plutarque, Vie de César.